# Rajani Palme Dutt
Rajani Palme Dutt, född 19 juni 1896 i Cambridge, England, död 20 december 1974 i Highgate, London, England, mest känd som R. Palme Dutt, var en ledande journalist och teoretiker inom det brittiska kommunistpartiet, CPGB. 
Dutt gick med i Labour Research Departement, en statistisk byrå på vänsterflygeln inom brittisk politik, 1919. 1920 gick han med i det nystartade kommunistpartiet i Storbritannien och 1921 grundade han en månatlig tidning, Labour Monthly, som han arbetade med fram till sin död.
1922 blev Dutt anställd som redaktör för CPGB:s veckotidning, The Workers Weekly.
Etter en tids sjukdom 1925 avgick han som redaktör för Workers Weekly, och tillbringade flera år i bland annat Belgien och Sverige som representant för det brittiska kommunistpartiet. Han spelade också en viktig roll for kommunistpartiet i Indien under några år. Palme Dutt var lojal mot Sovjetunionen och de kommunistiska idealen hela livet.